# NGC 2006
NGC 2006 је расејано звездано јато у сазвежђу Златна риба које се налази на NGC листи објеката дубоког неба.
Деклинација објекта је - 66° 58' 19" а ректасцензија 5h 31m 19,6s. Привидна величина (магнитуда) објекта NGC 2006 износи 11,5. NGC 2006 је још познат и под ознакама ESO 86-SC8.